# 잉와교
잉와교(버마어: အင်းဝတံတား, 영어: Ava Bridge)는 미얀마(버마) 만달레도의 어와와 사가잉도의 사가잉을 연결하는 16개의 경간 교량이며 1934년 대영제국 식민지 시절에 건설되었다. 이 다리는 제2차 세계대전 중 영국군이 후퇴하면서 파괴되었지만, 버마가 독립한 후 1954년에 재건되었다. 잉와교는 2008년에 완공된 에야와디교를 포함하여 정부가 여러 다리 건설을 실시한 21세기 초까지 에야와디강을 가로지르는 유일한 다리였다. 잉와교는 2025년 3월 28일 규모 7.7의 지진으로 붕괴되었다.